# Esmail Elmkhah
Esmail Elmkhah (in persiano اسماعیل علم‌خواه‎; Teheran, 30 dicembre 1936 – 1988) è stato un sollevatore iraniano medagliato olimpico, attivo nelle categorie dei pesi mosca (fino a 52 kg.) e successivamente dei pesi gallo (fino a 56 kg).

## Biografia
Nel 1958 vinse la medaglia d'argento nei pesi mosca ai Giochi Asiatici di Tokyo e stabilì quattro record mondiali non ufficiali: uno nello strappo, uno nella distensione e due nel totale.
In seguito vinse la medaglia di bronzo alle Olimpiadi di Roma 1960 nei pesi gallo, sollevando 330 kg. nel totale.